# Championnat d'Afrique du Sud de football 2013-2014
Navigation
Édition précédente Édition suivante
La saison 2013-2014 du Championnat d'Afrique du Sud de football est la 18e édition du championnat de première division en Afrique du Sud. Les seize meilleurs clubs du pays sont regroupés au sein d'une poule unique, où ils s'affrontent deux fois au cours de la saison, à domicile et à l'extérieur. À l'issue du championnat, le dernier du classement est relégué tandis que l'avant-dernier dispute un barrage de promotion-relégation face aux meilleures équipes de National First Division, la deuxième division sud-africaine.
C'est le club de Mamelodi Sundowns qui remporte le titre cette saison après avoir terminé en tête du classement final de la compétition, avec deux points d'avance sur le tenant du titre, Kaizer Chiefs et neuf sur Bidvest Wits. C'est le sixième titre de champion d'Afrique du Sud de l'histoire du club.

## Équipes

### Participants et locations
| Club                   | Ville                       | Stade                   | Capacité |
| ---------------------- | --------------------------- | ----------------------- | -------- |
| Ajax Cape Town         | Le Cap (Parow)              | Cape Town Stadium       | 55 000   |
| AmaZulu                | Durban                      | Stade Moses-Mabhida     | 54 000   |
| Bidvest Wits           | Johannesburg (Braamfontein) | Bidvest Stadium         | 5 000    |
| Bloemfontein Celtic    | Bloemfontein                | Seisa Ramabodu Stadium  | 20 000   |
| Free State Stars       | Bethlehem                   | Charles Mopeli Stadium  | 35 000   |
| Golden Arrows          | Durban                      | King Zwelithini Stadium | 10 000   |
| Kaizer Chiefs          | Johannesbourg (Soweto)      | FNB Stadium             | 95 000   |
| Mamelodi Sundowns      | Pretoria (Chloorkop)        | Loftus Versfeld Stadium | 52 000   |
| Maritzburg United      | Pietermaritzburg            | Harry Gwala Stadium     | 13 000   |
| Moroka Swallows        | Johannesbourg (Soweto)      | Dobsonville Stadium     | 24 000   |
| Mpumalanga Black Aces  | Nelspruit                   | Stade Mbombela          | 40 929   |
| Orlando Pirates        | Johannesbourg (Soweto)      | Orlando Stadium         | 40 000   |
| Platinum Stars         | Rustenburg                  | Stade Royal Bafokeng    | 42 000   |
| Polokwane City FC      | Polokwane                   | Stade Peter-Mokaba      | 41 733   |
| Supersport United      | Pretoria (Atteridgeville)   | Lucas Moripe Stadium    | 29 000   |
| Pretoria University FC | Pretoria (Hatfield)         | Tuks ABSA Stadium       | 8 000    |

## Compétition

### Classement
Le classement est établi sur le barème de points classique (victoire à 3 points, match nul à 1, défaite à 0).
Pour départager les égalités, on tient d'abord compte de la différence de buts générale, puis du nombre de buts marqués, puis des confrontations directes.
| Rang | Équipe                 | Pts | J  | G  | N  | P  | Bp | Bc  | Diff |
| ---- | ---------------------- | --- | -- | -- | -- | -- | -- | --- | ---- |
| 1    | Mamelodi Sundowns      | 65  | 30 | 20 | 5  | 5  | 25 | 26  | -1   |
| 2    | Kaizer ChiefsT         | 63  | 30 | 19 | 6  | 5  | 17 | 26  | -9   |
| 3    | Bidvest Wits           | 56  | 30 | 16 | 8  | 6  | 20 | 14  | +6   |
| 4    | Orlando Pirates        | 46  | 30 | 13 | 7  | 10 | 22 | 8   | +14  |
| 5    | SuperSport United      | 44  | 30 | 12 | 8  | 10 | 36 | 2   | +34  |
| 6    | Bloemfontein Celtic    | 43  | 30 | 10 | 13 | 7  | 32 | 3   | +29  |
| 7    | Mpumalanga Black AcesP | 43  | 30 | 12 | 7  | 11 | 33 | 1   | +32  |
| 8    | Platinum Stars         | 42  | 30 | 11 | 9  | 10 | 32 | 0   | +32  |
| 9    | AmaZulu                | 42  | 30 | 11 | 9  | 10 | 35 | −8  | +43  |
| 10   | Maritzburg United      | 38  | 30 | 10 | 8  | 12 | 37 | −3  | +40  |
| 11   | University of Pretoria | 35  | 30 | 10 | 5  | 15 | 28 | −3  | +31  |
| 12   | Ajax Cape Town         | 35  | 30 | 9  | 8  | 13 | 36 | −9  | +45  |
| 13   | Moroka Swallows        | 31  | 30 | 8  | 7  | 15 | 39 | −9  | +48  |
| 14   | Free State Stars       | 29  | 30 | 7  | 8  | 15 | 44 | −12 | +56  |
| 15   | Polokwane City FCP     | 28  | 30 | 7  | 7  | 16 | 43 | −12 | +55  |
| 16   | Golden Arrows          | 21  | 30 | 6  | 3  | 21 | 48 | −20 | +68  |

|  | Qualification pour la Ligue des champions de la CAF 2015                       |
|  | Qualification pour la Coupe de la confédération 2015                           |
|  | Relégation directe en deuxième division                                        |
|  | T : Tenant du titre C : Vainqueur de la Coupe d'Afrique du Sud P : Promu de D2 |

### Barrage de promotion-relégation
Le 15e de première division retrouve les 2e et 3e de deuxième division pour le barrage de promotion-relégation qui se dispute sous forme d'une poule unique où les 3 équipes s'affrontent en matchs aller et retour.
| Rang | Équipe                 | Pts | J | G | N | P | Bp | Bc | Diff |  | Résultats (▼ dom., ► ext.) | Mpu | Chi | San |
| ---- | ---------------------- | --- | - | - | - | - | -- | -- | ---- |  | -------------------------- | --- | --- | --- |
| 1    | Polokwane City FC      | 10  | 4 | 3 | 1 | 0 | 5  | 1  | +4   |  | Polokwane City FC          |     | 1-0 | 2-0 |
| 2    | Black Leopards FC (D2) | 6   | 4 | 2 | 0 | 2 | 4  | 4  | 0    |  | Black Leopards FC (D2)     | 1-2 |     | 2-1 |
| 3    | Milano United FC (D2)  | 1   | 4 | 0 | 1 | 3 | 1  | 5  | -4   |  | Milano United FC (D2)      | 0-0 | 0-1 |     |

## Bilan de la saison
| Championnat d'Afrique du Sud de football 2013-2014                        |                              |
| Champion                                                                  | Mamelodi Sundowns (6e titre) |
| Coupes et trophées                                                        |                              |
| Vainqueur de la Coupe d'Afrique du Sud 2013-2014                          | Kaizer Chiefs                |
| Qualifications continentales                                              |                              |
| Ligue des champions de la CAF 2015                                        | Mamelodi Sundowns            |
| Ligue des champions de la CAF 2015                                        | Kaizer Chiefs                |
| Coupe de la confédération 2015                                            | Bidvest Wits                 |
| Promotions et relégations                                                 |                              |
| Promus en Championnat d'Afrique du Sud de football                        | Chippa United                |
| Relégués en Championnat d'Afrique du Sud de football de deuxième division | Golden Arrows                |